# Jean-Anatole Kalala Kaseba
Jean-Anatole Kalala Kaseba (Muala, 25 januari 1947) is een Congolees rooms-katholiek geestelijke en bisschop.
Hij werd in 1976 tot priester gewijd en hij werd in 1990 benoemd tot bisschop van Kamina als opvolger van Barthélémy Malunga.